# Myzostoma oblongum
Myzostoma oblongum is een ringworm uit de familie Myzostomatidae.
Myzostoma oblongum werd in 1883 voor het eerst wetenschappelijk beschreven door Graff.